# Daniel Dearing
Daniel Dearing (Toronto, 13 januari 1990) is een Canadese beachvolleybalspeler. Hij nam een keer deel aan de Olympische Spelen en won een zilveren medaille bij de Gemenebestspelen.

## Carrière
Dearing nam in 2009 met Garrett May deel aan de WK onder 21 in Blackpool. Van 2011 tot en met 2013 volleybalde hij voor het zaalteam van York University, hoewel hij het eerste seizoen vanwege een handblessure weinig in actie kwam. In 2014 maakte hij zijn debuut in de FIVB World Tour. Met Sam Schachter deed hij mee aan de kwalificaties van het Open-toernooi van Puerto Vallarta. Daarna vormde twee seizoenen een team met May. Ze behaalden in 2014 een vijfde plaats in Mangaung en wonnen het NORCECA-toernooi van Chula Vista. Het jaar daarop kwamen ze bij zeven mondiale toernooien tot twee negende plaatsen (Rio de Janeiro en Doha). In de Noord-Amerikaanse competitie was een tweede plaats in Punta Cana het beste resultaat. Vervolgens kwam Dearing vijf jaar niet in actie in de internationale competitie, totdat hij in 2021 met Ivan Reka aan drie kleine toernooien in de World Tour meedeed.
Van 2022 tot en met 2024 vormde Dearing een team met Sam Schachter. Het eerste jaar namen ze deel aan vijf toernooien in de Beach Pro Tour – de opvolger van de World Tour – met een negende plaats bij het Challenge-toernooi van Doha als beste resultaat. Bij de WK in Rome werden ze in de zestiende finale uitgeschakeld door Kusti Nõlvak en Mart Tiisaar uit Estland. In Birmingham wonnen Dearing en Schachter de zilveren medaille bij de Gemenebestspelen achter het Australische tweetal Christopher McHugh en Paul Burnett. Het seizoen daarop deed het duo mee aan elf toernooien in de internationale competitie. Ze wonnen het Future-toernooi van Halifax en bereikten de kwartfinales in La Paz en Haikou. Bij de WK in Mexico verloren ze in de zestiende finale van de Australiërs Thomas Hodges en Zachery Schubert. In 2024 speelden Dearing en Schachter vijf toernooien in de Beach Pro Tour met een vijfde plaats in Recife als beste resultaat. Via de Noord-Amerikaanse kwalificaties plaatste het duo zich voor de Olympische Spelen in Parijs. Daar strandden ze in de tussenronde tegen Esteban en Marco Grimalt, nadat Dearing vanwege een blessure moest opgeven.

## Palmares
Kampioenschappen
- 2022:  Gemenebestspelen

Beach Pro Tour
- 2023:  Halifax Future